# Beatriz Michelena
Beatriz Michelena, nome da sposata Beatriz Michelena Middleton (New York, 22 febbraio 1890 – San Francisco, 10 ottobre 1942), è stata un'attrice, soprano e produttrice cinematografica statunitense all'epoca del cinema muto.
È stata una delle poche attrici latine degli anni dieci che apparvero sugli schermi nei film USA.
Viene ricordata, insieme a Myrtle Gonzalez, come una delle prime star del cinema latino-americano hollywoodiano. Fu protagonista di ogni film cui prese parte. Insieme al marito, fondò e diresse una propria compagnia di produzione.
Scrisse articoli per i quotidiani, tenendo una rubrica di consigli per le ragazze dove raccontava la sua esperienza di attrice e rispondeva alle domande dei lettori. Scrisse anche articoli sull'industria cinematografica. Nel 1920, quando smise di fare film, ritornò alla sua carriera di cantante.
Beatriz Michelena sparì dalla storiografia per molti anni, ma il suo posto nella storia del cinema è stato recentemente rivalutato.

## Biografia

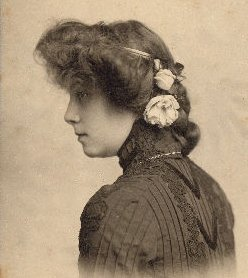
Beatriz Michelena a undici anni (1901)

Beatriz Michelena nacque a New York nel 1890, sei anni dopo la nascita di sua sorella Vera e più o meno nello stesso periodo in cui suo padre Fernando (1858-1921), un noto tenore venezuelano emigrato nelli Stati Uniti, rivestiva i panni del protagonista nell'opera Ernani con una compagnia itinerante che presentava famose opere liriche tradotte in inglese per il pubblico americano (nel censimento del 1920, Michelena dichiarò di essere nata a New York mentre nel censimento del 1930 disse di essere nata in California).

Sia Beatriz che Vera presero lezioni di canto e recitazione, seguendo le orme del padre e iniziando ognuna una propria carriera artistica. Vera fece a 17 anni il suo debutto sul palcoscenico in un ruolo da protagonista con la compagnia Princess Chic Opera. Anche Beatriz prese parte nel 1901 agli spettacoli della stessa compagnia, in ruoli adatti a una bambina di undici anni. A metà del 1904, mentre Vera proseguiva la sua carriera a New York, Fernando Michelena si stabilì a San Francisco per dedicarsi all'insegnamento, continuando a impartire lezioni di canto alla figlia più piccola.

### Matrimonio e primi anni di carriera

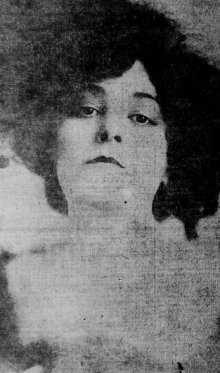
Beatriz Michelena (1910)

Il 3 marzo 1907, Beatriz sposò George E. Middleton, un importante rivenditore di auto di San Francisco. La loro storia d'amore era iniziata sui banchi di scuola. Middleton, figlio di un barone del legname, era direttore della Middleton Motor Car Company e introdusse la moglie nei circoli esclusivi di San Francisco, presentandola ai suoi partner commerciali tra cui gli amministratori del patrimonio di Charles Crocker, colui che aveva ricostruito il St. Francis Hotel dopo il terribile terremoto del 1906 che aveva distrutto la città californiana.
Dopo due anni di assenza dal palcoscenico, Beatriz Michelena Middleton apparve al Garrick Theater nell'ottobre 1910 ricevendo un'ovazione per il suo ruolo interpretato in The White Hen, una commedia musicale ambientata in Austria. Il primo attore, il paffuto comico Max Dill, star dello spettacolo, ebbe quattordici minuti di applausi alla sua entrata in scena. Secondo Walter Anthony, il recensore teatrale del San Francisco Call‍‍ , Michelena ricevette fiori che valevano una piccola fortuna e prese più applausi della protagonista, l'attrice Lora Lieb. Qualche tempo dopo la prima, Middleton e Michelena rilasciarono a Anthony un'intervista nella quale il finanziere dichiarava che aveva tenuto la moglie lontano dalle scene perché non gli piaceva l'idea che prendesse parte a delle "commedie musicali", mentre non era contrario a sue apparizioni nel grand opéra. Nonostante ciò, aveva accettato l'offerta di Max Dill. Michelena, dal canto suo, dichiarò che aveva impiegato quel periodo per studiare in particolar modo tre ruoli operistici che avrebbe voluto interpretare: Carmen e Micaela della Carmen e Violetta della Traviata. Aggiunse anche che aveva temuto di aver perso con l'inattività tutta la sua formazione teatrale e che, per ritornare in scena, aveva dovuto superare sia i propri timori che le obiezioni del marito.
Alla fine di novembre, Beatriz lasciò la compagnia di Dill rifiutandosi di lasciare nei cartelloni dello spettacolo il suo famoso nome di famiglia al secondo posto dopo quello di Lora Lieb come appariva nella pubblicità della commedia, nonostante l'accordo che lei aveva raggiunto in precedenza con l'impresario Nat A. Magner.
Il 6 dicembre 1910, sul Call venne riportata la storia di come le sorelle Michelena fossero state "scoperte" sette anni prima da John Slocum, il manager che lavorava con le ragazze per la compagnia Princess Chic. Secondo il giornale, Slocum aveva cercato di far firmare a Beatriz un contratto a lungo termine, venendo però picchiato da Middleton. Michelena, che aveva creato sensazione con il suo abbandono della compagnia Dill, accettò comunque di apparire in quattro recite di The Kissing Girl, una produzione itinerante di Slocum, dove sostituì per qualche giorno la sua buona amica Texas Guinan.

## Filmografia
- Salomy Jane, regia di Lucius Henderson e William Nigh (1914)
- Mrs. Wiggs of the Cabbage Patch, regia di Harold Entwistle (1914)
- Mignon, regia di Alexander E. Beyfuss (1915)
- The Lily of Poverty Flat, regia di George E. Middleton (1915)
- A Phyllis of the Sierras, regia di George E. Middleton (1915)
- Salvation Nell, regia di George E. Middleton (1915)
- The Rose of the Misty Pool, regia di George E. Middleton - cortometraggio (1915)
- The Unwritten Law, regia di George E. Middleton (1916)
- The Woman Who Dared, regia di George E. Middleton (1916)
- Just Squaw, regia di George E. Middleton (1919)
- The Price Woman Pays, regia di George Terwilliger (1919)
- The Heart of Juanita, regia di George E. Middleton (1919)
- The Flame of Hellgate, regia di George E. Middleton (1920)

## Galleria d'immagini

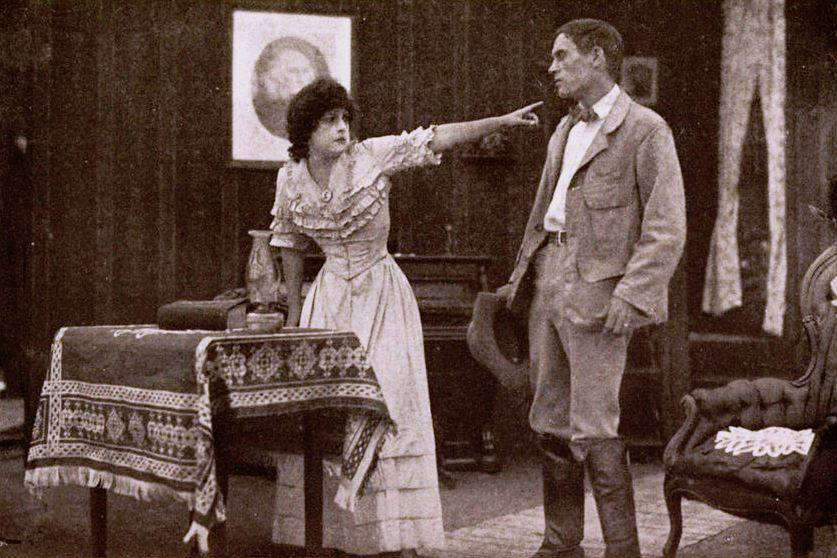
Salomy Jane (1914)
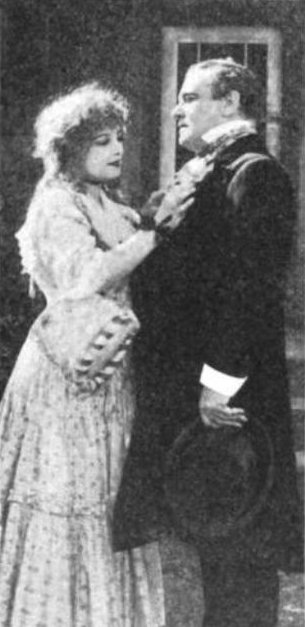
The Lily of Poverty Flat (1915)
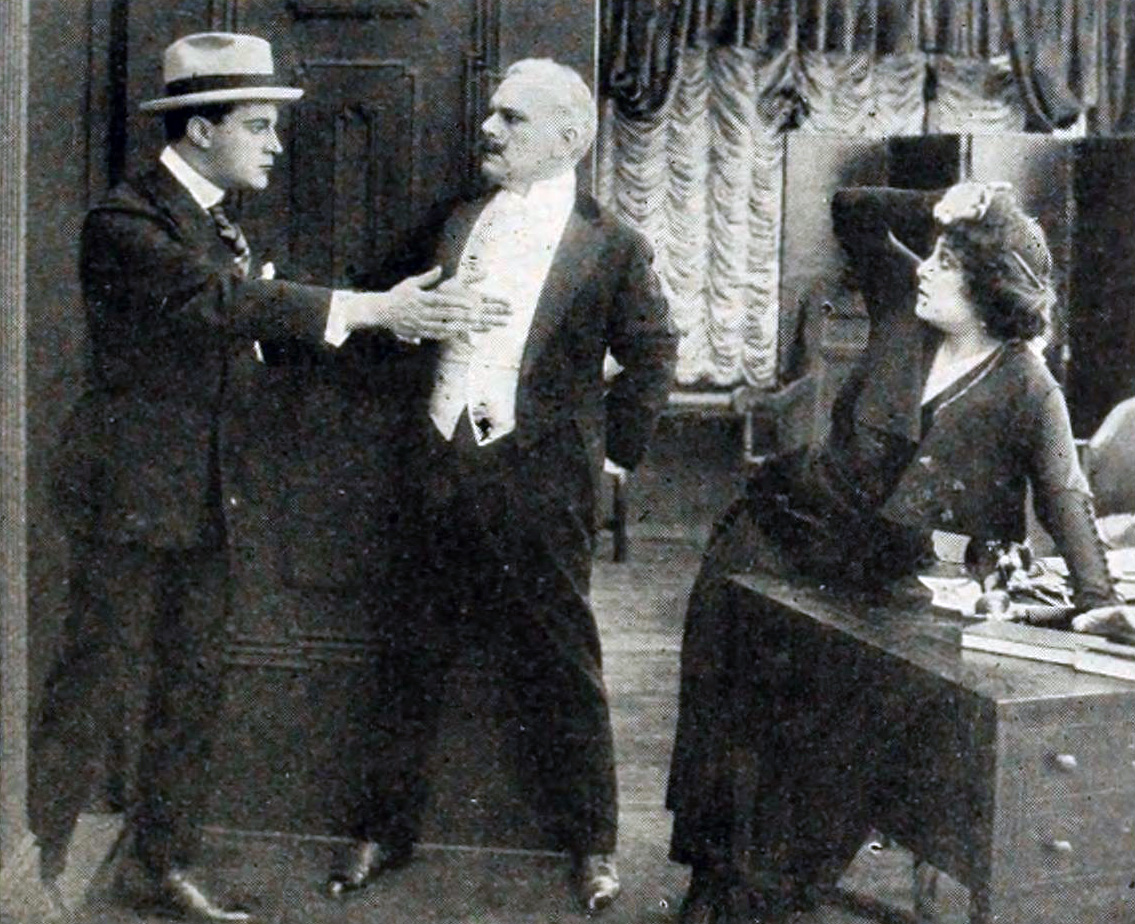
The Woman Who Dared (1916)
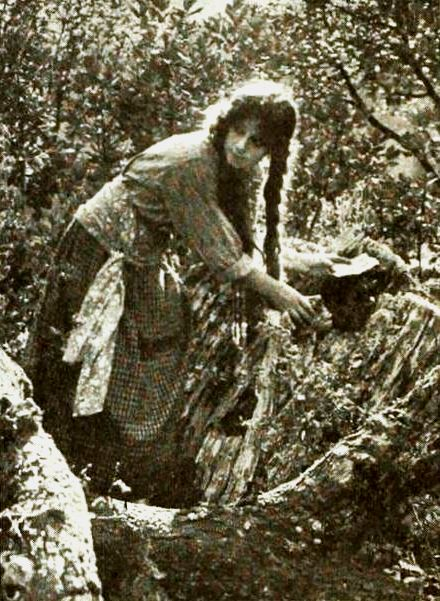
Just Squaw (1919)